# Vädersåg

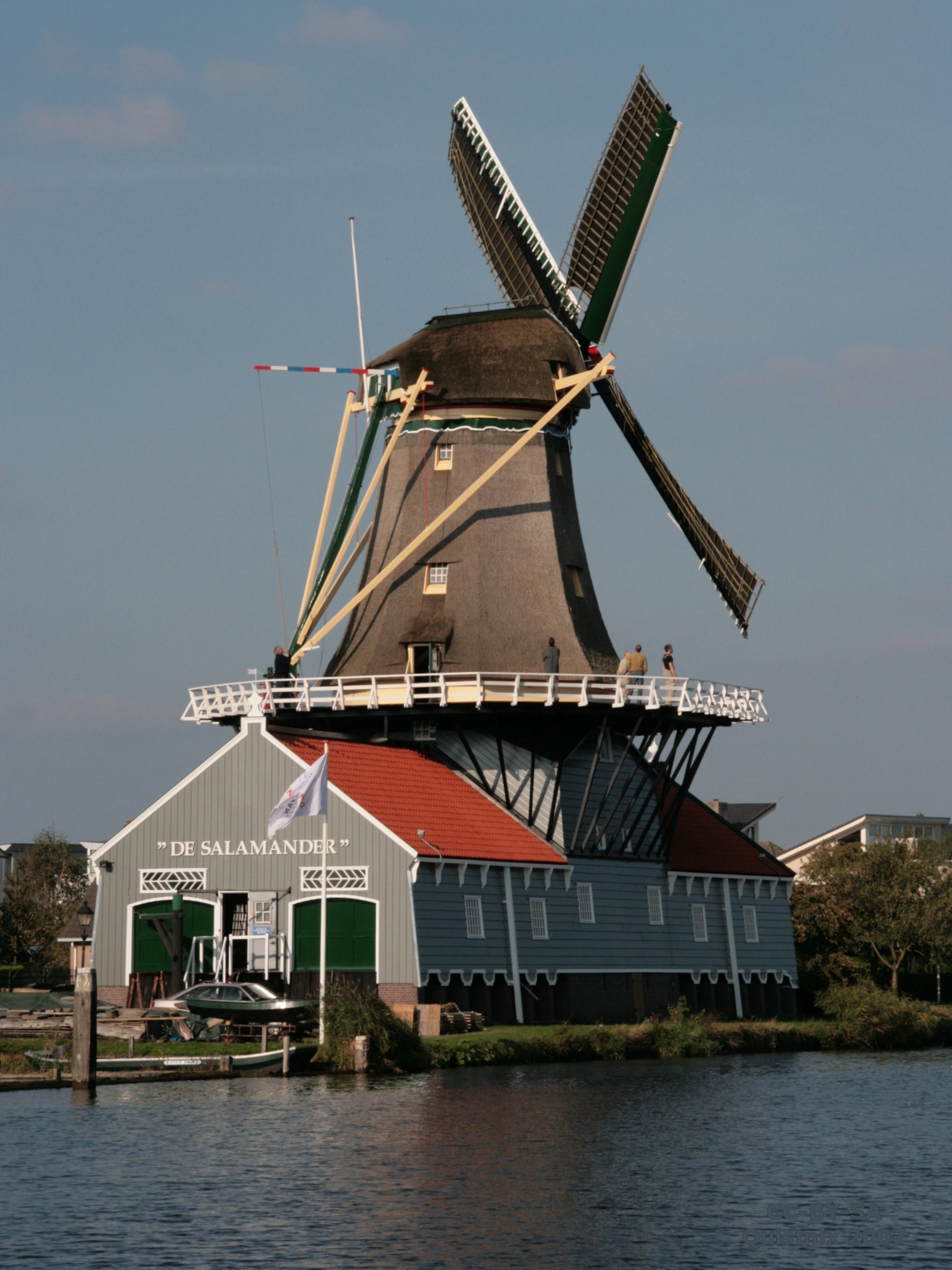
Vädersåg "De Salamander" i Leidschendam

Vädersåg är ett vinddrivet sågverk som användes framför allt där vattenkraft saknades eller där det blåste mycket. Idén kom från Nederländerna där man började använda denna sågtyp under 1500-talets slut, bland annat för att såga timmer för fartygsbyggen.

## Vädersågar i Sverige
I Sverige var vädersågarna i bruk under 1800-talet och en bit in på 1900-talet, främst på Gotland och i delar av Västergötland. En av Christopher Polhem under början av 1700-talet konstruerad vinddriven såg finns att bese som modell i Kungliga Modellkammaren i Tekniska museet i Stockholm. I friluftsmuseet Fornbyn, som tillhör Västergötlands museum i Skara finns en vädersåg från Ekeskogs socken (Vadsbo härad) där arkitekten Ferdinand Boberg under 1920-talet tecknade av sågen. I Göteborg fanns en såg av holländsk typ vid Göta älvstranden, kallad Vädersågen, även benämnd Sågen. Sågens tillkomst 1724 inledde Göteborgs storhetstid som trävaruexporthamn.
I Mariebergsskogen i Karlstad står en vädersåg från 1875 som ursprungligen har stått i Botilsäter på Värmlandsnäs.

## Vädersågar i fornminnesregistret
Vädersågar omnämns på 10 platser i Riksantikvarieämbetets fornminnesregister. Lämningar av sågarna saknas på flera av dessa ställen, men finns bevarade i bland annat Kristbergs socken i Östergötland och Östuna socken i Uppland. I Sanda socken på Gotland anlades under 1600-talets mitt en vädersåg på Sågholmen av Johan Claussen von der Lingen (inga rester bevarade).  

## Sågkvarnen i Bunge museum på Gotland

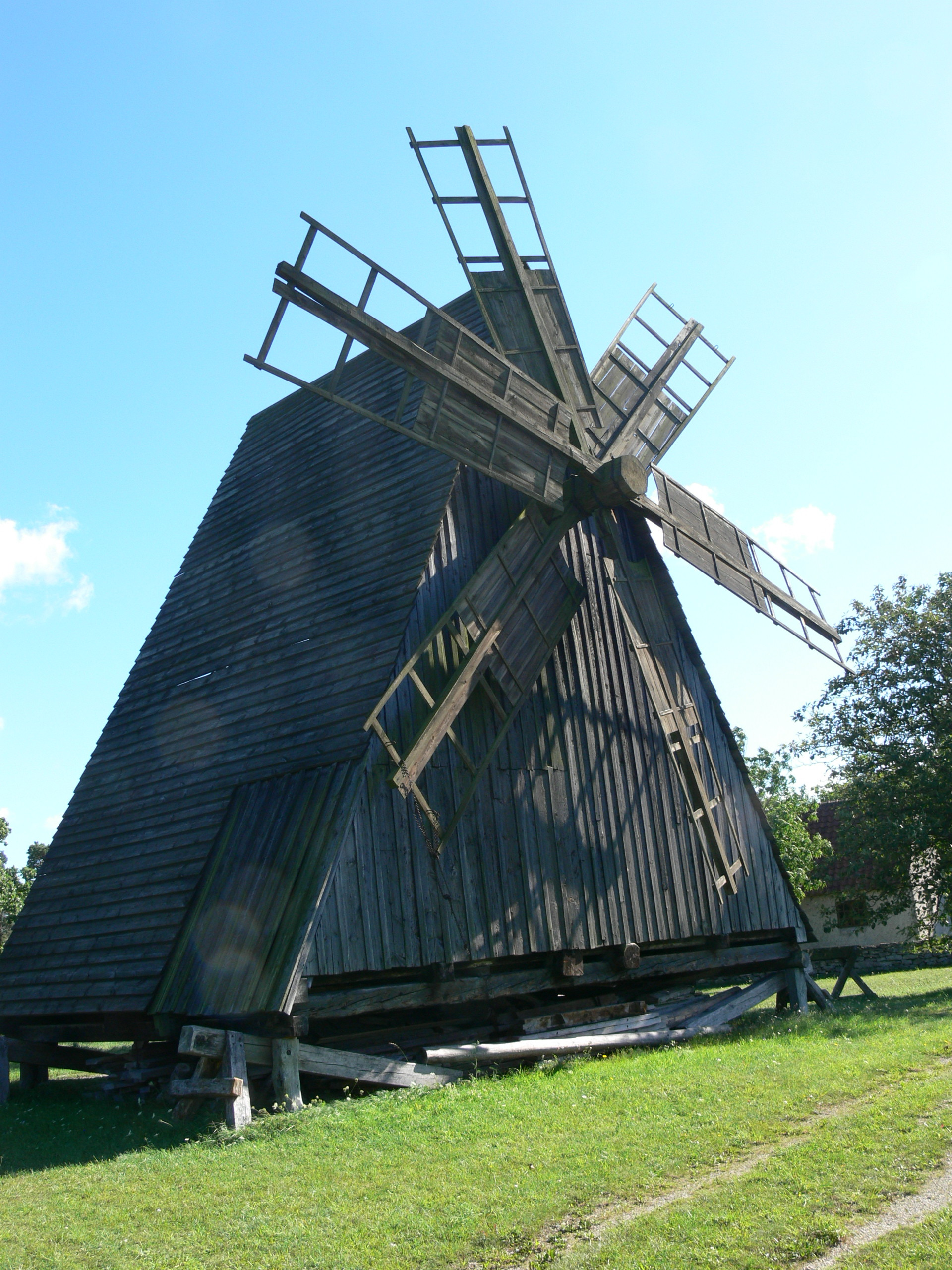
Gotländsk sågkvarn från 1700-talet finns vid Bungemuseet på Gotland
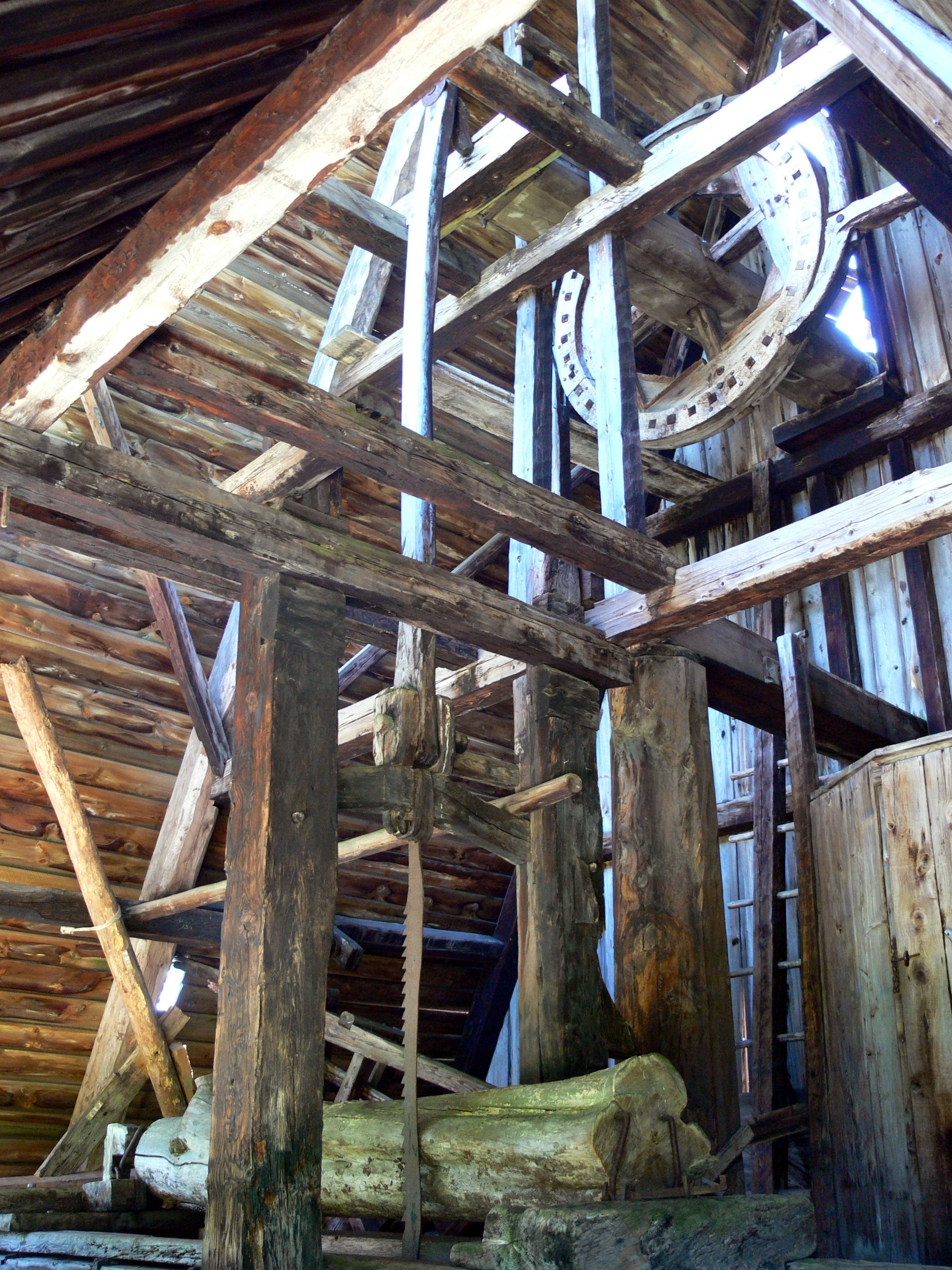
Maskineriet. På bilden syns bland annat gångåsen (axeln på vilken vingarna sitter) med vev och vevstake till sågbladet. Ett kronhjul från en väderkvarn (utan kuggar) används här som svänghjul.
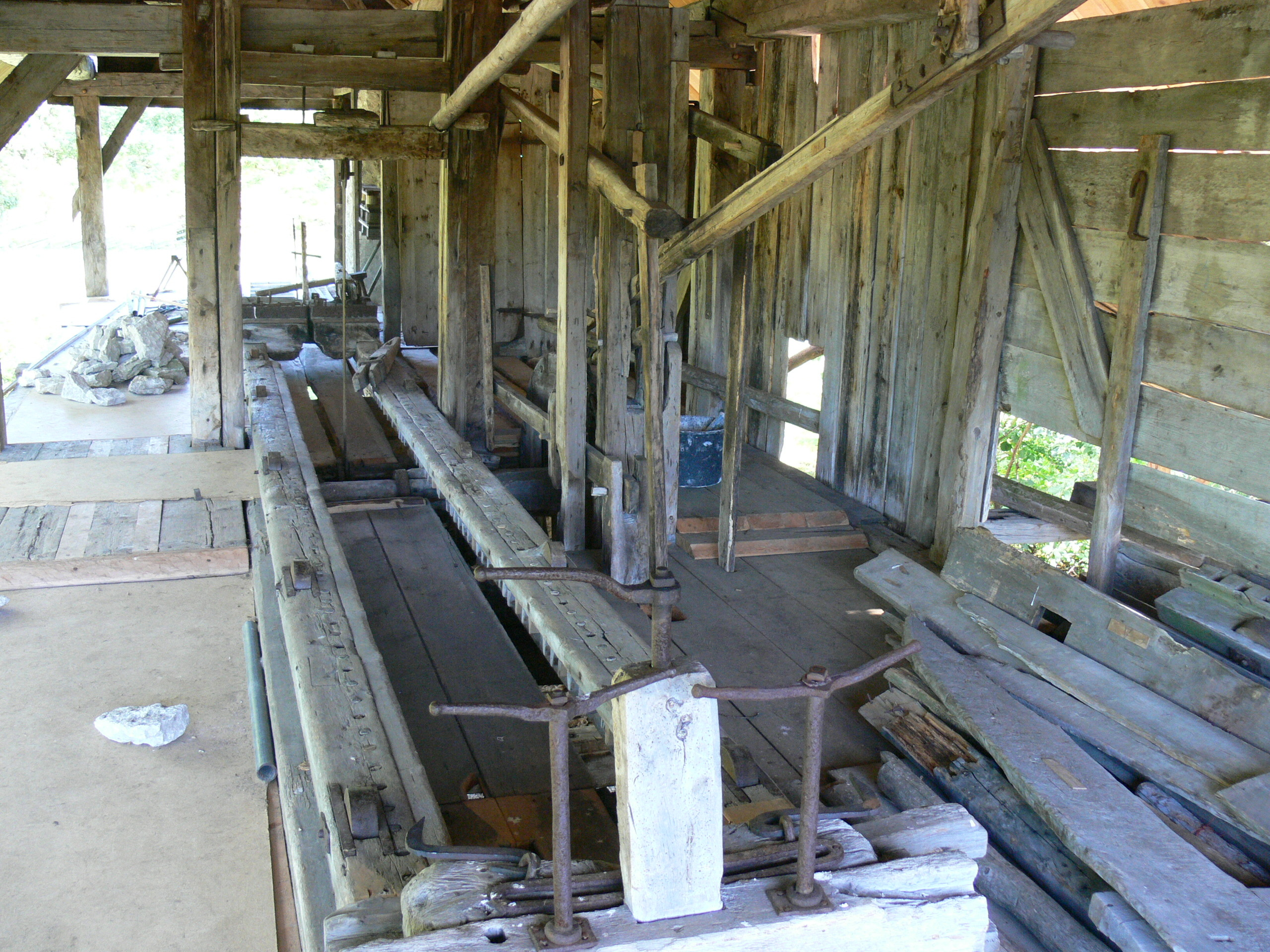